# Наджафов, Гусейн Гумбат оглы
Гусейн Гумбат оглы Наджафов (азерб. Hüseyn Hümbət oğlu Nəcəfov; 1907, с. Верин Келанлу, Эчмиадзинский уезд — 1967, Баку, Азербайджанская ССР) — азербайджанский советский государственный, партийный и общественный деятель. Первый секретарь Нахичеванского обкома АКП(б) (1940—1948), министр лесной промышленности Азербайджанской ССР (1948—1950), министр лесной и бумажной промышленности Азербайджанской ССР.

## Биография
Родился в 1907 году. Член ВКП(б)(c 1928 г.)
С 1930 года — на государственной, политической и общественной работе.  В 1937 году окончил Высшую партийную школу при ЦК ВКП(б) имени Я. М. Свердлова, первый секретарь ЦК ЛКСМ Азербайджана (1939—1940), первый секретарь Нахичеванского областного комитета Азербайджанской коммунистической партии (большевиков) (1940—1948), министр лесной промышленности Азербайджанской ССР (1948—1950), министр лесной и бумажной промышленности Азербайджанской ССР (1950), c 1950 г. — на различных руководящих государственных должностях.
Избирался депутатом Верховного Совета СССР 2-го созыва, Верховных Советов Азербайджанской ССР и Нахичеванской АССР ряда созывов.
Умер в 1967 году. Похоронен на Первой Аллее Почетного захоронения в Баку.

## Награды
- Орден Ленина (1946),
- Орден Трудового Красного Знамени (27.04.1940) - «в ознаменование 20-й годовщины освобождения Азербайджана от ига капитализма и установления там советской власти, за успехи в развитии нефтяной промышленности, за достижения в области подъёма сельского хозяйства и образцовое выполнение строительства Самур-Дивичинского канала»,
- Орден Отечественной войны II степени (1945),
- Орден Красной Звезды (1945),
- Медаль «За оборону Кавказа» (1944),
- Медаль «За доблестный труд в Великой Отечественной войне 1941—1945 гг.»
- другие медали.